# St. Josef (Düsseldorf-Rath)
Die Kirche St. Josef ist eine katholische Pfarrkirche im Düsseldorfer Stadtteil Rath. Sie wurde 1909 als neoromanische Basilika erbaut.

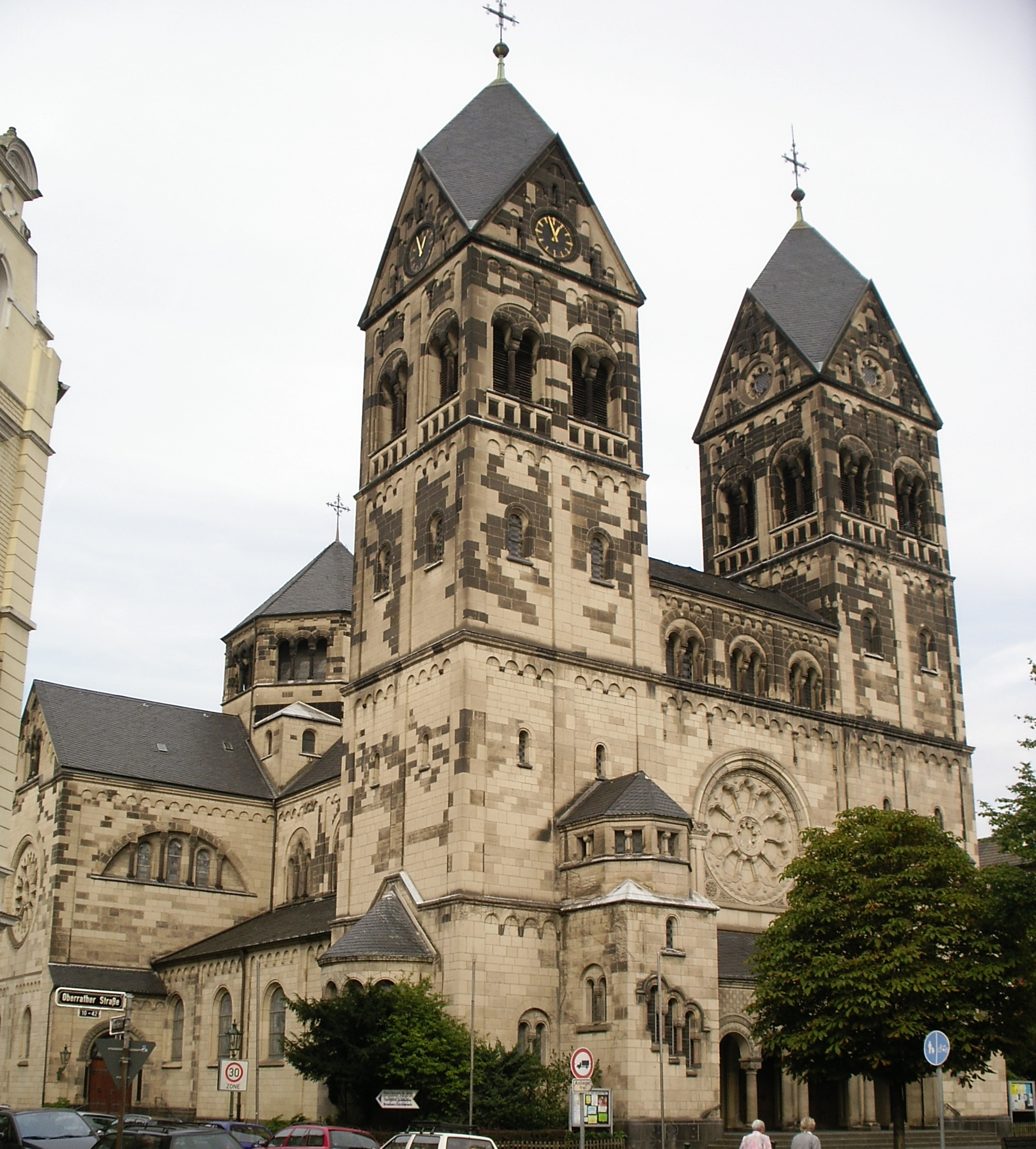
St. Josef

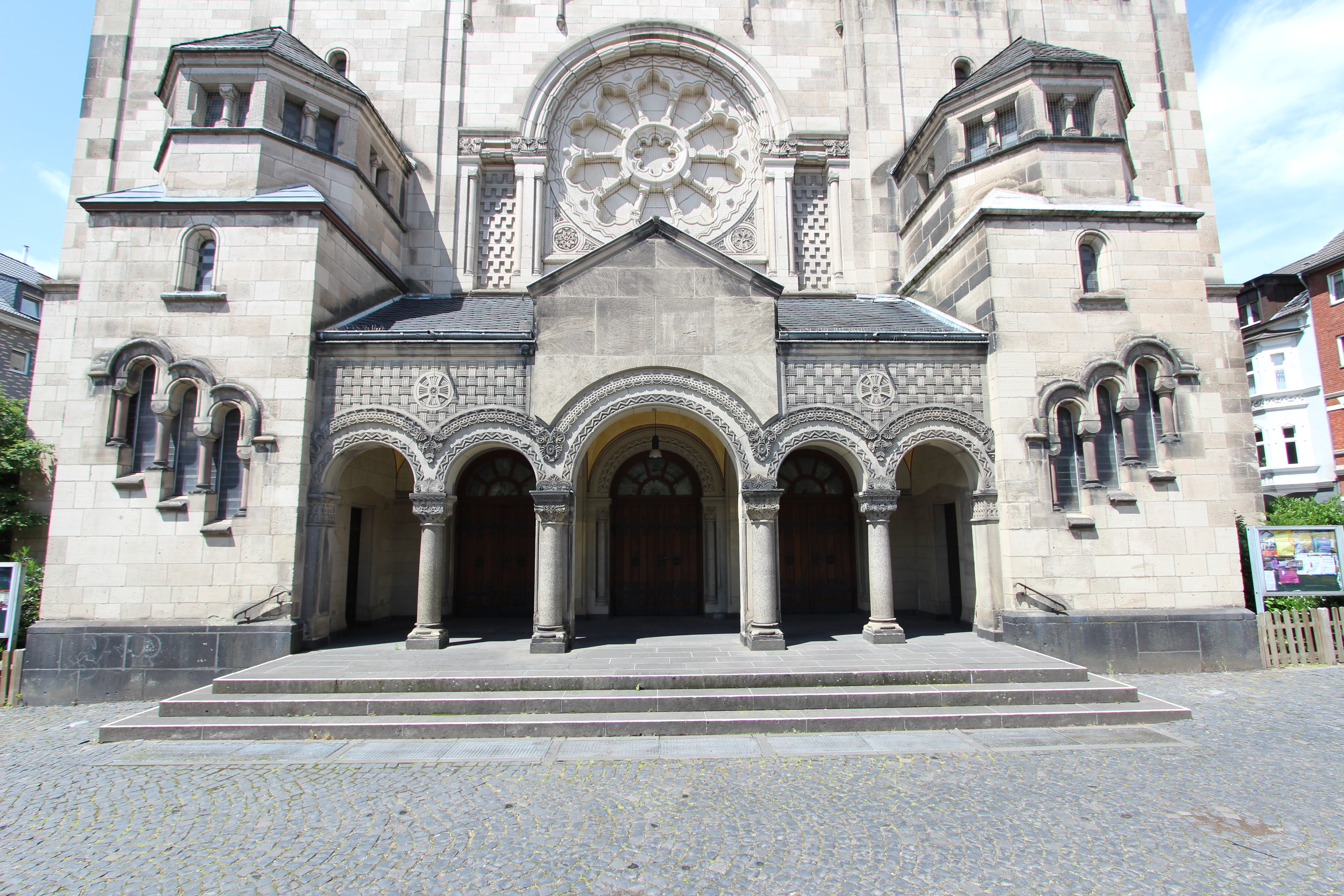
Portal St. Josef

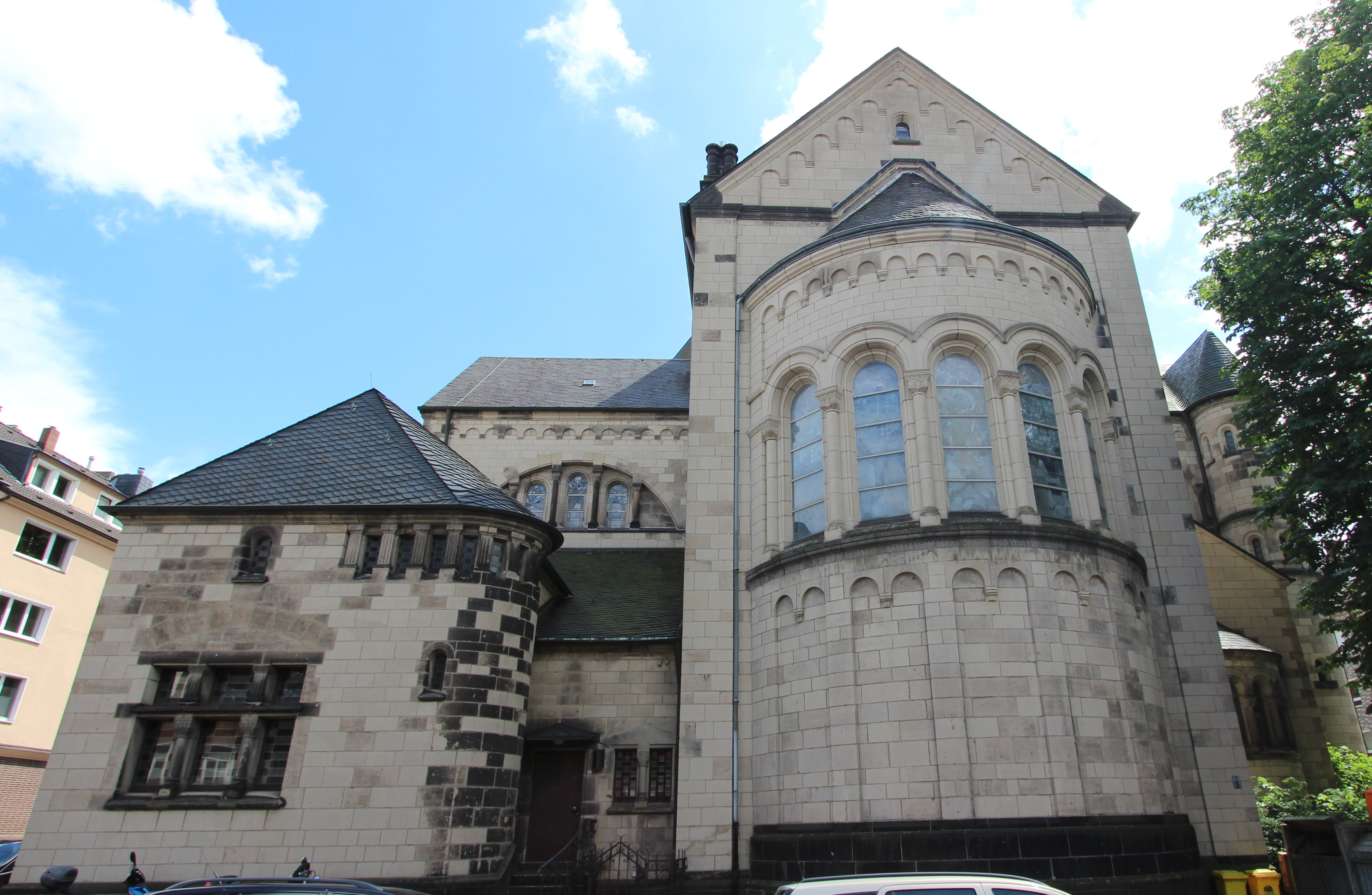
Apsis St. Josef

## Gestaltung der Kirche
St. Josef, auch als „Rather Dom“ bezeichnet, ist eine dreischiffige neoromanische Basilika mit Querhaus, die einen kreuzförmigen Grundriss aufweist.
Eine Zweiturmfassade mit Vorhalle ist darin eingeschlossen.
Die Vierung ist mit einem oktogonalen Turm und Anbauten hervorgehoben.
Die Haupttürme sind viergeschossig und 45 m hoch.
Das Mittelschiff hat ein Kreuzrippengewölbe, die Seitenschiffe haben ein quadratisches Gewölbe.
Im Bereich zwischen Türmen und Querhaus ist die obere Fensterreihe auf jeder Seite mit vier Fenstern, unterteilt in drei Rundbögen, die unter einem größeren Bogen hervorstehen, gestaltet. Im Bereich hinter dem Querhaus hingegen sind in der oberen Fensterreihe zwei Doppelbogenfenster vorhanden.
Die untere Fensterreihe ist zwischen Türmen und Querhaus aus je vier Einfachbögen gestaltet, hinter dem Querhaus ist auf jeder Seite nur ein Dreifachbogen zu sehen. Das Querhaus hat unten zwei Einfachbogenfenster, oben hingegen ein großes rundes Fenster.
St. Josef wurde nach Plänen des Düsseldorfer Architekten Josef Kleesattel errichtet. Dieser orientierte sich dabei an der Abteikirche Maria Laach in der Eifel. Die 1944 durch einen Luftangriff weitgehend zerstörte Innenausmalung – die Darstellung der vier Erzengel in der Vierung blieb erhalten – erfolgte durch Heinrich Nüttgens.

## Geschichte

### Vorgeschichte
Der Einzugsbereich von St. Josef in Rath gehörte bis Ende des 19. Jahrhunderts zur Gemeinde St. Maria unter dem Kreuze.
Rath wuchs durch Industrieansiedlung und damit zuströmende Arbeiter und ihre Familien im Laufe der Industriellen Revolution ab den 1870er Jahren enorm an, so dass Bedarf für eine weitere Kirche im Gemeindegebiet entstand.
Eine Initiative zur Gründung einer weiteren katholischen Kirche aus dem Jahr 1895 führte zur Gründung eines von St. Maria unter dem Kreuze abhängigen Rektorats St. Josef.
Es wurde aus den Geldern einer Stiftung eine kleine romanische Kirche erbaut und 1898 vom zuständigen Weihbischof Fischer geweiht.
1903 wurde St. Josef zu einer selbstständigen Gemeinde erhoben.
Durch den ständigen Zuzug von Arbeitsbevölkerung nach Rath wurde jedoch die Kirche bald zu klein.

### Baugeschichte
Im Jahre 1905 wurde der Grundstein zur heutigen neoromanischen Basilika gelegt. Die Bauarbeiten dauerten bis 1909.
Der Architekt Josef Kleesattel orientierte sich in seinen Planungen an der Abtei St. Maria Laach.
Um die Übergangszeit, in der kein Kirchgebäude zur Verfügung stand, möglichst kurz zu gestalten, wurden zunächst Chor und Querhaus an die bestehende Kirche angebaut, bevor die alte Kirche abgerissen und das neue Langhaus errichtet wurden.
In dieser Bauphase wurde das bereits fertige Querhaus als Gottesdienstraum genutzt.
1909 weihte der inzwischen Erzbischof von Köln und Kardinal gewordene Fischer die neue Basilika.

### Nach der Fertigstellung
Nach dem Ersten Weltkrieg erfolgte eine farbige Ausmalung der Innenseite der Josefskirche.
Die St.-Josefs-Kirche wurde im Zweiten Weltkrieg im Jahre 1944 während eines Fliegerangriffs teilweise zerstört.
Der Wiederaufbau erfolgte bis 1955 unter Leitung von Ludger Kösters. Das äußere Erscheinungsbild wurde dabei originalgetreu wiederhergestellt, der Innenausbau hingegen etwas vereinfacht.
Eine Restaurierung erfolgte von 1972 bis 1981.

## Glocken
Die Kirche verfügt über ein fünfstimmiges Geläut von Bronzeglocken, die 1909 von der renommierten Glockengießerei Otto aus Hemelingen/Bremen gegossen wurden. Die Glocken haben die Glockenbeschlagnahme und -vernichtung der beiden Weltkriege überstanden. Sie haben ein Gesamtgewicht von 7056 kg. Die Glocken wurden, wie alle Otto-Glocken, nach dem alten vorkonzialiaren Glockenweiheritus geweiht.
| Glocke            | I       | II       | III       | IV      | V      |
| Name              | Theodor | Matthais | Katharina | Maria   | Josef  |
| ----------------- | ------- | -------- | --------- | ------- | ------ |
| Jahr              | 1909    | 1909     | 1909      | 1909    | 1909   |
| Gießer            | F. Otto | F. Otto  | F. Otto   | F. Otto | F.Otto |
| Durchmesser in mm | 1620    | 1360     | 1210      | 1070    | 1000   |
| Gewicht in kg     | 2785    | 1625     | 1139      | 821     | 676    |
| Schlagton         | c'      | es'      | f'        | g'      | as'    |